# Mammillaria discolor
Mammillaria discolor ist eine Pflanzenart aus der Gattung Mammillaria in der Familie der Kakteengewächse (Cactaceae). Das Artepitheton  discolor  bedeutet ‚verschiedenfarbig, bunt‘.

## Beschreibung
Mammillaria discolor wächst einzeln mit abgeflacht kugelförmigen, blaugrünen Trieben und einem eingesenkten Scheitel. Sie erreicht Wuchshöhen von 3 bis 4,5 Zentimetern und Durchmesser von 6 bis 11 Zentimetern. Die eiförmigen bis konischen Warzen enthalten keinen Milchsaft. In den Axillen ist nur spärlich Wolle vorhanden oder sie sind vollständig kahl. Die 4 bis 7 dunkelbraunen, kräftigen, geraden und nadeligen Mitteldornen werden im Alter heller. Sie sind 1 bis 1,2 Millimeter lang. Die 10 bis 28 nadeligen Randdornen sind glasig weiß oder leicht gelb und 8 bis 9 Millimeter lang.
Die trichterförmigen Blüten öffnen sich nicht weit. Sie sind weiß mit einem rosafarbenen Mittelstreifen, 2 bis 2,7 Zentimeter lang und erreichen Durchmesser von 1,2 bis 1,6 Zentimetern. Die keulenförmigen Früchte sind grünlich weiß mit einer rosafarbenen Basis und enthalten braune Samen.

## Verbreitung, Systematik und Gefährdung
Mammillaria discolor ist in den mexikanischen Bundesstaaten Oaxaca, México, Hidalgo, Veracruz und Puebla verbreitet.
Die Erstbeschreibung erfolgte 1812 durch Adrian Hardy Haworth. Nomenklatorische Synonyme Cactus discolor (Haw.) Kuntze (1891), Neomammillaria discolor (Haw.) Britton & Rose (1923) und Chilita discolor (Haw.) Orcutt (1926).
In der Roten Liste gefährdeter Arten der IUCN wird die Art als „Least Concern (LC)“, d. h. als nicht gefährdet geführt.

## Nachweise